# Фишер, Адам (этнограф)
Адам Фишер (пол. Adam Fischer, 7 июня 1889, Перемышль — 22 декабря 1943, Львов) — польский этнограф родом из Перемышля, профессор Львовского Университета (1924-1939), возглавлял кафедру этнологии и антропологии. Труды по фольклору и народному искусству в Польше, автор популярных монографий о славянских народах, среди других «Rusini» (1929).
Секретарь Польского Общества Ludoznawczego (1910-1939), главный редактор журнала „Народ” (1914-1939) и издатель серии „Этнографические Работы” (1934).
Представитель культурно-исторической школы, автор ряда работ из области фольклора, народного искусства, монографии славянских народов и биографии польских этнографов.
В 1937 году он был членом правления львовского Лагеря Национального Объединения.
В 1938 он был награжден Орденом Возрождения Польши.
Умер в оккупации в условиях отсутствия медицинской помощи. Похоронен на Лычаковском кладбище во Львове.

## Произведения
- Lud polski. — 1926
- Rusini, zarys etnografii na Rusi. — 1928
- Etnografia słowiańska — Łużyczanie. — 1932
- Etnografia słowiańska — Połabianie. — 1932
- Etnografia słowiańska — Polacy. — 1934
- Kaszubi na tle etnografii Polski. — 1935 [w:] Kaszubi. Kultura ludowa język i, red. z: Friedrich Lorentz, Tadeusz Lehr-Spławiński
- Drzewa w wierzeniach i obrzędach ludu polskiego. — Lwów, 1938.

## Награды
- Командорский крест Ордена Возрождения Польши.